# Kalena Diaz
Kalena Díaz (Carmen Elena Díaz Molina; Caracas, Venezuela, 12 de enero de 1972) es actriz y modelo venezolana que participó en el Miss Venezuela 1993 en el Teatro Teresa Carreño representando al Estado Portuguesa donde obtuvo el título de Primera Finalista y Miss Simpatía. Al año siguiente fue en representación de Venezuela al Reinado Internacional del Café en Manizales, Colombia, obteniendo el título de Primera Princesa.
En 1994 comienza sus primeros pasos como actriz en Venevisión, donde trabajo en destacadas telenovelas como Peligrosa (1994), Como tu ninguna (1994-95) Dulce Enemiga (1995), Quirpa de tres mujeres (1996) y Todo por tu amor (1997); Paralelamente se desempeñó como modelo en campañas publicitarias nacionales e internacionales, siendo Imagen por 3 (tres) años consecutivos de la marca Van Raalte de Venezuela y también se desempeñó como presentadora de eventos.
Imagen y colaboradora de la Fundación Alzheimer de Venezuela y la Fundación Saprende de Venezuela. Se desempeñó como presidente de su propia compañía, realizando una reconocida Exposición de Bodas durante 6 años, en Caracas * 
Actualmente vive en la ciudad de Madrid, España.

## Filmografía
- Peligrosa (1994)
- Como tu ninguna (1994-1995)
- Dulce enemiga (1995-1996)
- Quirpa de tres mujeres (1996)
- Todo por tu amor (1997)
- Escucha a una amiga (2008)

## Comerciales TV y Cine (1991-1997)
- Cerveza Port Royal
- Master Card
- Indulac
- Demmis
- Helados EFE
- Wella
- Savoy
- Nestea
- Derbis (México)
- Catálogo de trajes de baño Van Raalte
- Van Raalte (medios impresos y vallas)

## Comerciales TV y Cine (2006-2014)
- Banco canarias
- Renault
- Nestle
- Levis para USA (Miami)
- Hotel West Western CCT (medios impresos)
- Fisher Price
- Huggies
- Fuller (medios impresos)
- Oreo
- Bebida Zuko
- Auto mercados Unicasa
- Orange telefonía (República Dominicana)
- Solera Verde (cine)
- Pampero
- Fortident
- Bebida Tan
- Friocarnes
- Aerolíneas Aserca (medios impresos)
- Bolivar Banco
- Bolivar Banco (medios impresos)
- Laboratorios Lilly, Cialis
- Belleza Financiada (cine)
- Colageskin